# 廈村楊侯宮

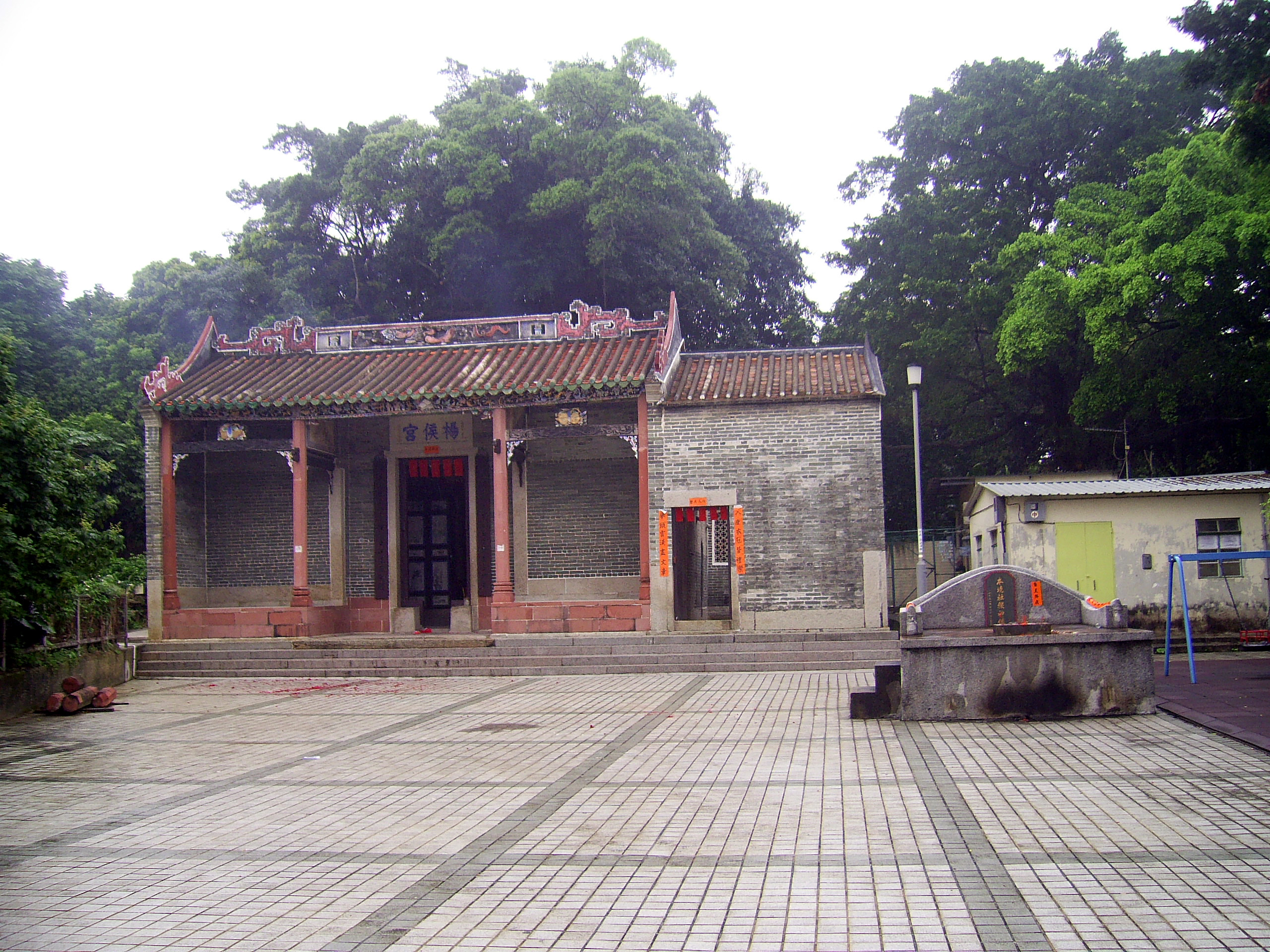
厦村楊侯宮

厦村楊侯宮位於香港新界元朗區厦村東頭村，是元朗六間供奉侯王的廟宇之一，相傳已有200多年歷史，於1988年被列為法定古蹟。

## 歷史
楊侯宮相傳建於十七世紀，現存建築物於1811年改建而成，於1988年被列為法定古蹟後由香港政府斥資全面重修。

## 建築
楊侯宮為傳統兩進式青磚建築，由早年已改建成香亭的庭院分隔。廟額藍字「楊侯宮」於嘉慶辛未年（1811年）題。

## 外部連結
- 香港歷史文物：元朗廈村楊侯宮
- 古物古蹟辦事處：元朗廈村楊侯宮 （页面存档备份，存于）
- 福山堂：侯王廟 （页面存档备份，存于）